# Mezquita de Bibi Janum

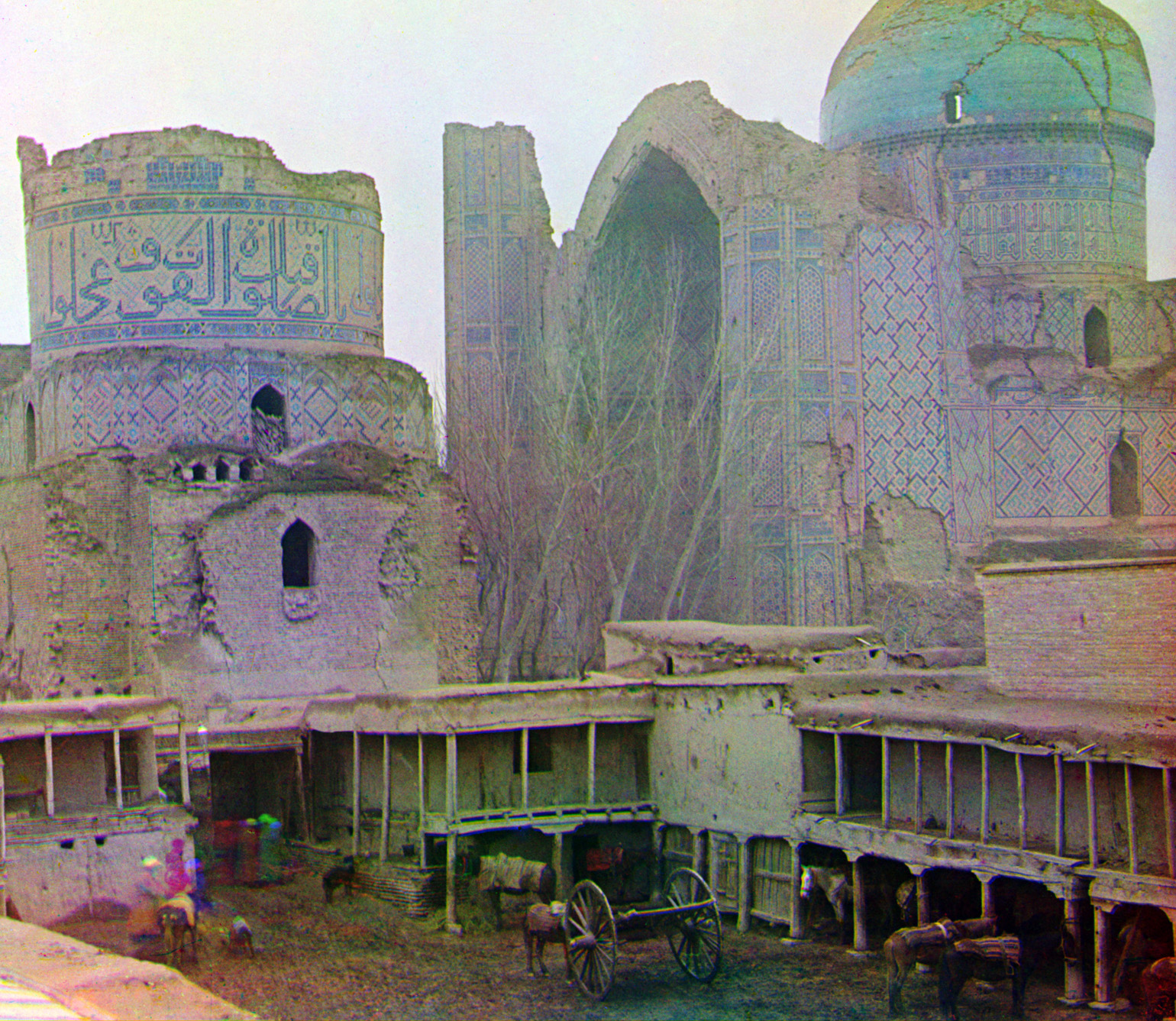
Una fotografía tomada en algún momento entre 1905 y 1915 por el pionero de la fotografía en color Sergei Mikhailovich Prokudin-Gorskii muestra la apariencia de la mezquita después de su colapso en el terremoto de 1897.

La mezquita de Bibi Janum (en uzbeko: Bibi-Xonim masjidi; en persa: مسجد بی بی خانم‎; también transcrita de diversas formas como Khanum, Khanom, Hanum, Hanim) es uno de los monumentos más importantes de la ciudad uzbeka de Samarcanda. Debe su nombre a una de las mujeres de Tamerlán. La construcción de esta imponente mezquita tuvo lugar a partir de 1399 y se completó cinco años después, en 1404. Las crónicas de la época informan que se necesitaron quinientos trabajadores, doscientos arquitectos, artesanos y albañiles, así como noventa y cinco elefantes indios para completar la obra. La enorme mezquita, con sus tres salas abovedadas, las galerías cubiertas y el patio abierto, estaba destinada a reunir a toda la población masculina de la ciudad de Samarcanda para las oraciones conjuntas de los viernes.
En el siglo XV, era una de las mayores y mejores mezquitas del mundo islámico. (De hecho, es considerada aún como uno de los monumentos emblemáticos de Asia central.)  Su fachada incorpora un iwán monumental que alcanza una altura de 35 metros de altura, totalmente decorado con azulejos de cerámica formando diversos motivos geométricos, así como versos coránicos. Estaba rematada por dos minaretes, ahora descoronados, que originalmente tenían casi 50 metros de altura. La mezquita está coronada por una elevada cúpula  recubierta de cerámica turquesa.  El historiador de la corte, Sherefeddin Ali Yazdi, la describió —siempre ha sido celebrada por escritores, poetas y artistas— en estos términos:

Su cúpula sería única si el cielo no fuera su réplica, así sería su arco si la Vía Láctea no fuera su fiel reflejo
Sa coupole serait unique si le ciel n'était pas sa réplique, il en serait de même pour son arc si la Voie lactée n'était pas son fidèle reflet.
En Samarcande, Boukhara, Chakhrisiabz, Khiva, obra de Youri Goldenstein

Sin embargo, la mezquita comenzó a deteriorarse muy pronto, tanto por las dificultades para dominar las técnicas arquitectónicas entonces vanguardistas de las cúpulas como por los terremotos, frecuentes en la región. Así, el terremoto de 1897 dañó permanentemente la mezquita. A mediados del siglo XX, solo sobrevivía una grandiosa ruina, pero la mayor parte de la mezquita fue restaurada durante el período soviético, siendo reerigida parcialmente por el gobierno uzbeco en 1974. Desde entonces se han llevado a cabo varias campañas de restauración para conservar mejor el santuario.

## Historia

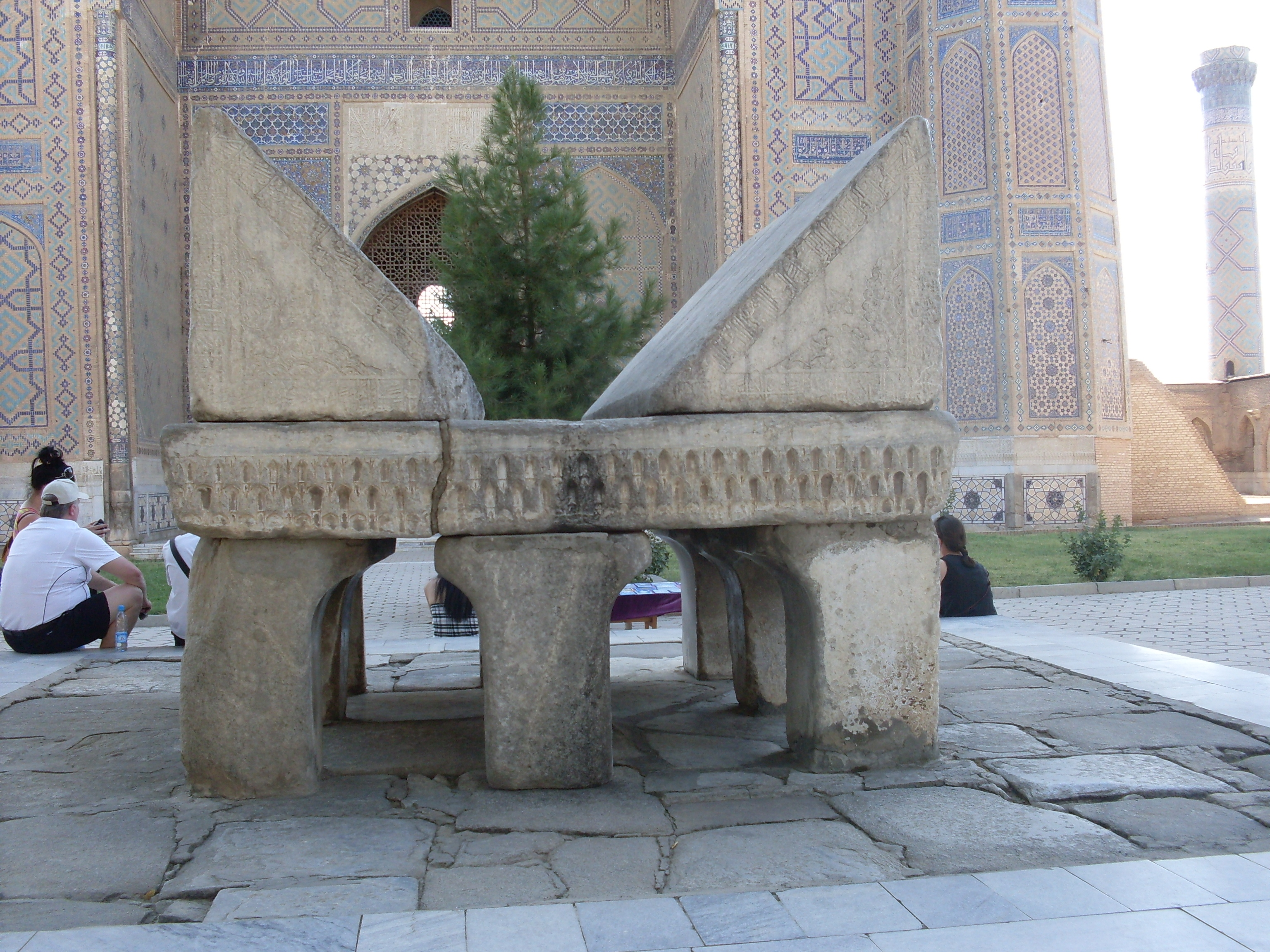
Soporte de piedra del Corán

Tras su campaña india en 1399, Timur (Tamerlán) decidió emprender la construcción de una gigantesca mezquita en su nueva capital, Samarcanda. Cuando Timur regresó de su campaña militar en 1404, la mezquita estaba casi terminada. Sin embargo, Timur no estaba contento con el progreso de la construcción e inmediatamente hizo varios cambios, especialmente en la cúpula principal.
Desde el inicio de la construcción, se revelaron problemas de integridad estructural del edificio. Se llevaron a cabo varias reconstrucciones y refuerzos para salvar la mezquita. Sin embargo, después de unos pocos años, los primeros ladrillos ya habían comenzado a caer de la enorme cúpula sobre el mihrab. La escala del edificio que pensó de Timur llevó las técnicas de construcción de la época al límite, y la naturaleza apresurada de su construcción no ayudó a la integridad del edificio.
A fines del siglo XVI, Abdullah Khan II (Abdollah Khan Ozbeg) (1533/4-1598), el último kan de la dinastía de los Shaybánidas de Bujará, canceló todos los trabajos de restauración en la mezquita Bibi Khanum. Después de eso, la mezquita se deterioró lentamente y se convirtió en ruinas carcomidas por el viento, el clima y los terremotos. El arco interior de la construcción del portal finalmente se derrumbó en un terremoto en 1897. Durante siglos, las ruinas fueron saqueadas por los habitantes de Samarcanda en busca de material de construcción, especialmente del ladrillo de las galerías de mampostería junto con las columnas de mármol.
En la época soviética se realizó una primera investigación básica para asegurar las ruinas. A finales del siglo XX, el gobierno uzbeko comenzó la restauración de los tres edificios con cúpula y el portal principal. En 1974, el gobierno de la entonces República Socialista Soviética de Uzbekistán inició la compleja reconstrucción de la mezquita. La decoración de las cúpulas y de las fachadas fue ampliamente restaurada y complementada. Durante esas restauraciones, se agregó en el iwan santuario principal de la mezquita una banda de inscripciones que revelan el Surat al-Baqarah del Corán.  Desde 2016, el trabajo de restauración de la mezquita estaba en curso.

## Arquitectura
Según los manuscritos, la mezquita fue erigida por orden de Timur en 1399-1405. Tiene los rasgos típicos de muchas construcciones medievales musulmanas, especialmente las composiciones de aivanyard. La mezquita sigue el esquema básico de la mezquita con patio. Sus muros exteriores encierran un área rectangular de 167 m de largo y 109 m de ancho y se extiende aproximadamente de noreste a suroeste,  siguiendo la qibla. Sin embargo, el tamaño del sitio vacante de galerías cubiertas era de solo 78 por 64 m.

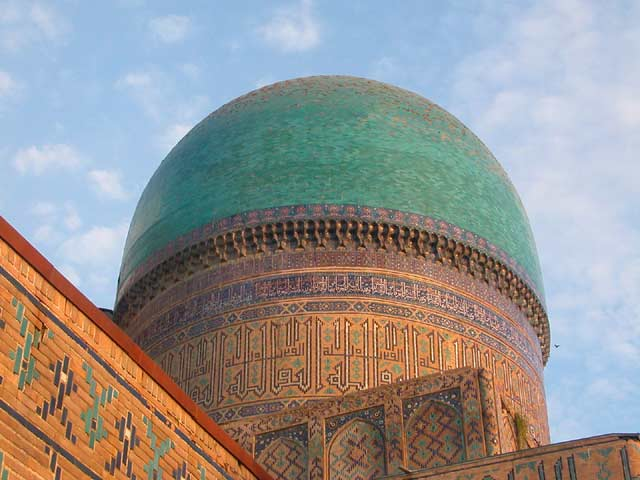
La cúpula de la sala principal tiene 40 m de altura.

Si se entra a la mezquita desde el noreste a través del vasto portal del desfile (35 m de altura) se accede al patio  Una cúpula monumental sobre una base cuadrada, de unos 40 m de altura, se eleva en el lado opuesto del patio. La cúpula es la cúpula mayor de la mezquita. Sin embargo, esa cúpula no se puede ver desde el patio, ya que todo el edificio está tapado desde el interior por el grandioso pishtaq, que enmarcaba un monumental iwán profundamente incrustado. El iwán no permite entrar en la construcción subyacente que soporta la cúpula; esto solo se puede hacer desde los lados. Otras dos cúpulas asociadas con los iwanes, de tamaño más modesto, miran hacia el centro de los lados largos del patio. Así, la mezquita Bibi Khanum implementa el tipo arquitectónico clásico del «esquema de los cuatro iwanes».
Antiguamente, en el interior del patio había galerías abiertas de 7,2 m de altura. Su cubierta se formó a partir de la yuxtaposición de muchas pequeñas bóvedas de ladrillo plano y cúpulas sostenidas por un bosque de más de 400 columnas y contrafuertes de mármol. Hoy, solo se pueden ver indicios de las galerías.
Se han restaurado los cuatro minaretes dispuestos en las esquinas exteriores del sitio. Otros cuatro minaretes, más majestuosos, que flanqueaban el arco del portal de la entrada y el pishtaq del edificio abovedado principal aún no han sido terminados.
En el centro del patio se encuentra el pedestal de piedra, el enorme soporte del Corán, elaborado con bloques de mármol ornamentados. Esta vista notable se originó en la época de Timur.
En la construcción de tres cúpulas de la mezquita Bibi Khanum, sofisticada en la época de Timur, se aplicó una innovación importante: una construcción de dos hojas o cáscaras, en la que la sala de la cúpula interna ni por la forma ni por la altura se corresponden con la forma de la cúpula desde el exterior. Hay un espacio hueco entre el techo interior de la sala y la cúpula exterior. Esta forma de construcción de la cúpula permitió que la sala principal de la mezquita se comprometiera con las proporciones y la estética del interior de 30 m de altura sobre el mihrab. Mientras, la cúpula exterior de 40 m de altura del edificio principal pudo diseñarse para lograr la máxima impresión y visibilidad. Este esquema se aplicó también a las estructuras de las cúpulas laterales que permitieron hacer de los modestos edificios eicaciones a modo de torres de figuración con elegantes cúpulas exteriores en forma de melón y nervadas longitudinalmente.
Los interiores de la mezquita contienen dorados, imitando los bordados brocados locales. La mezquita Bibi-Khanym fue uno de los proyectos arquitectónicos más ambiciosos del período timúrida e influyó en la arquitectura de Asia Central, así como en Irán y Afganistán.

## Galería

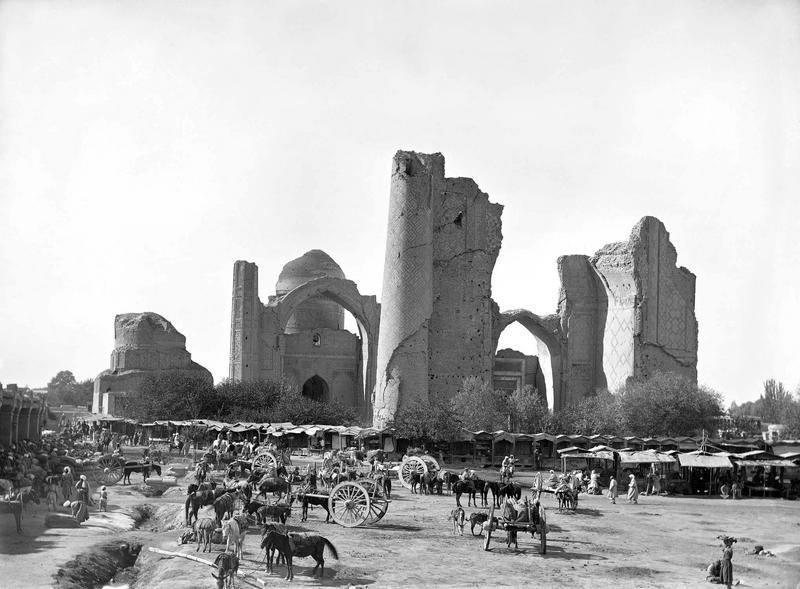
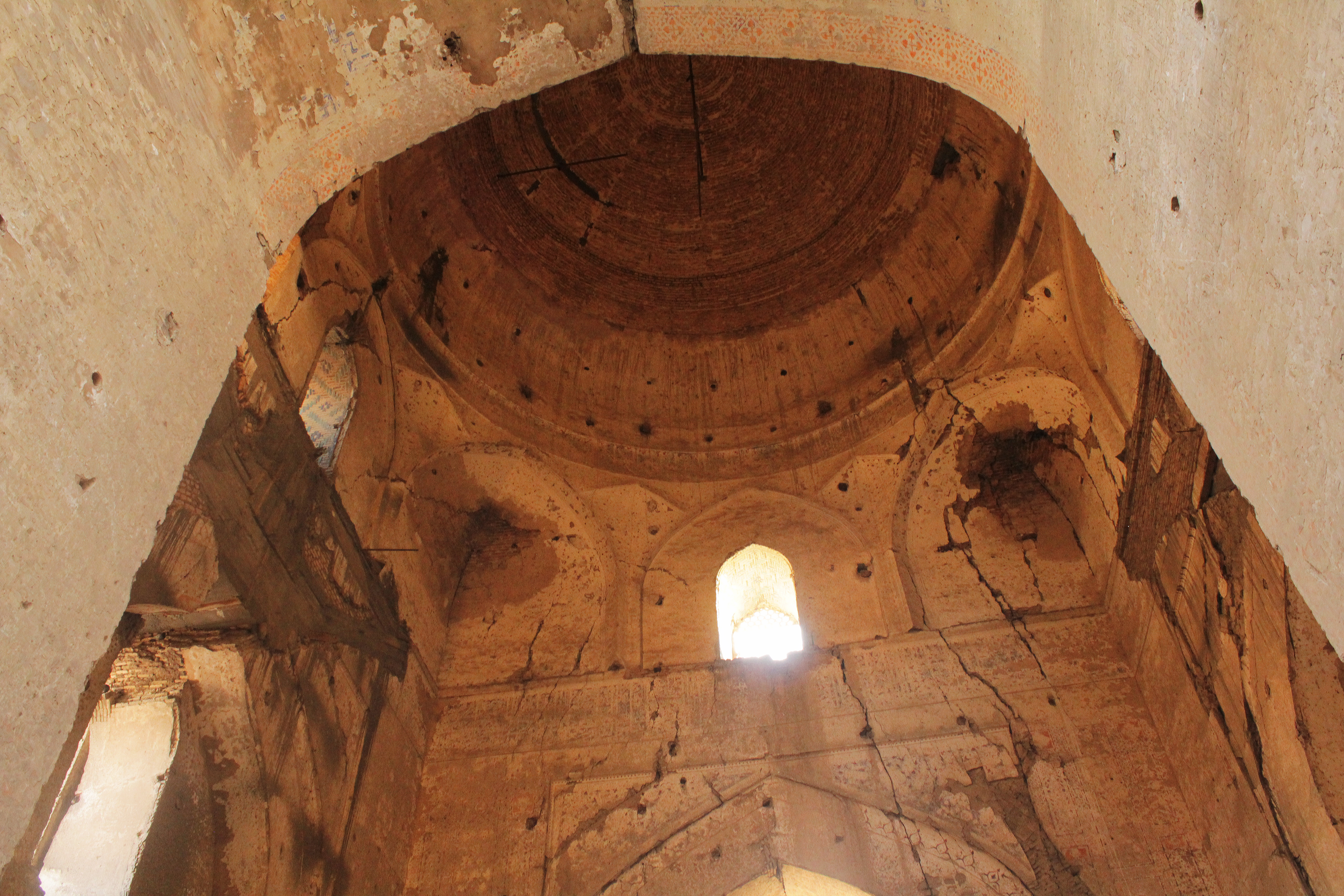
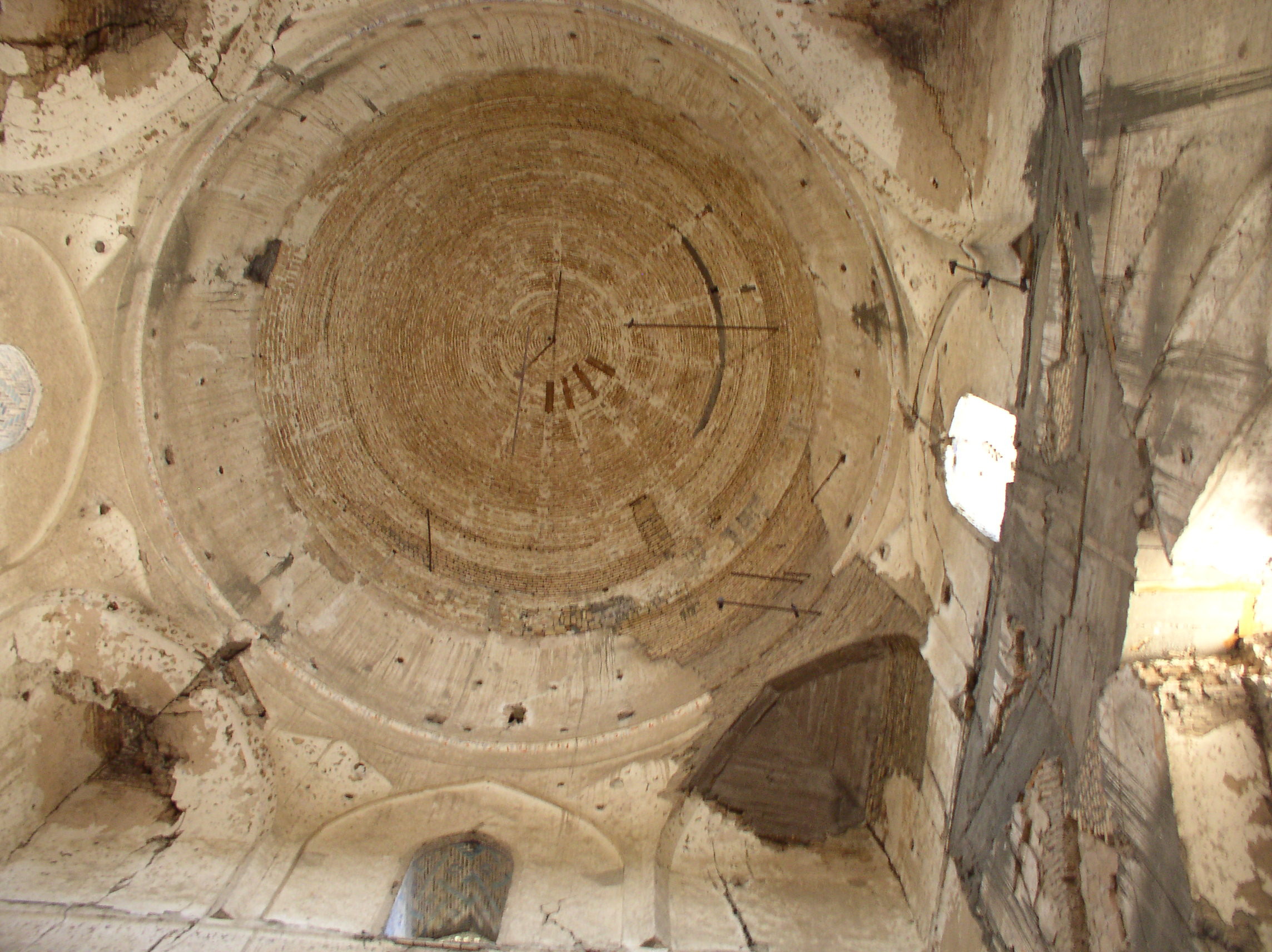
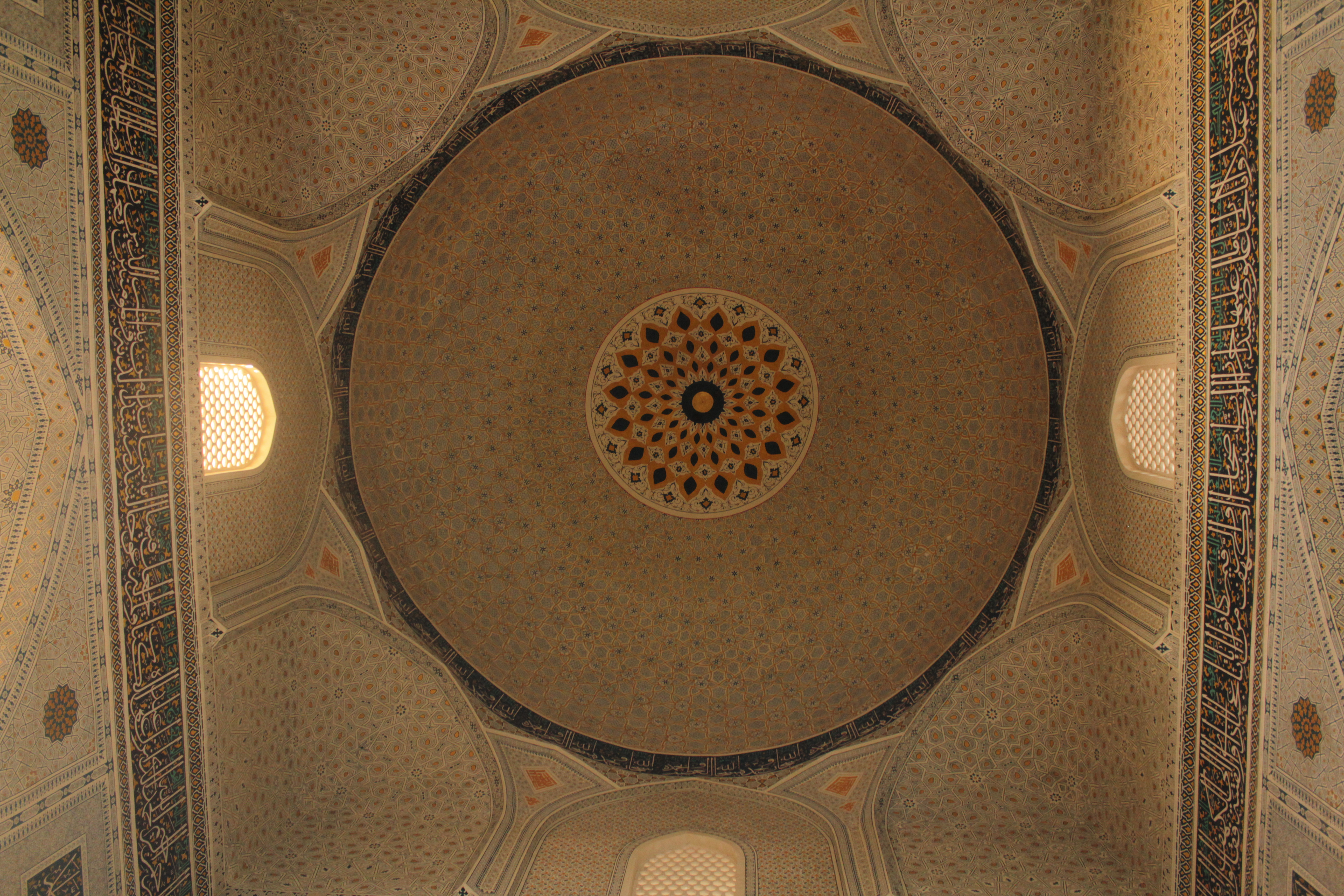

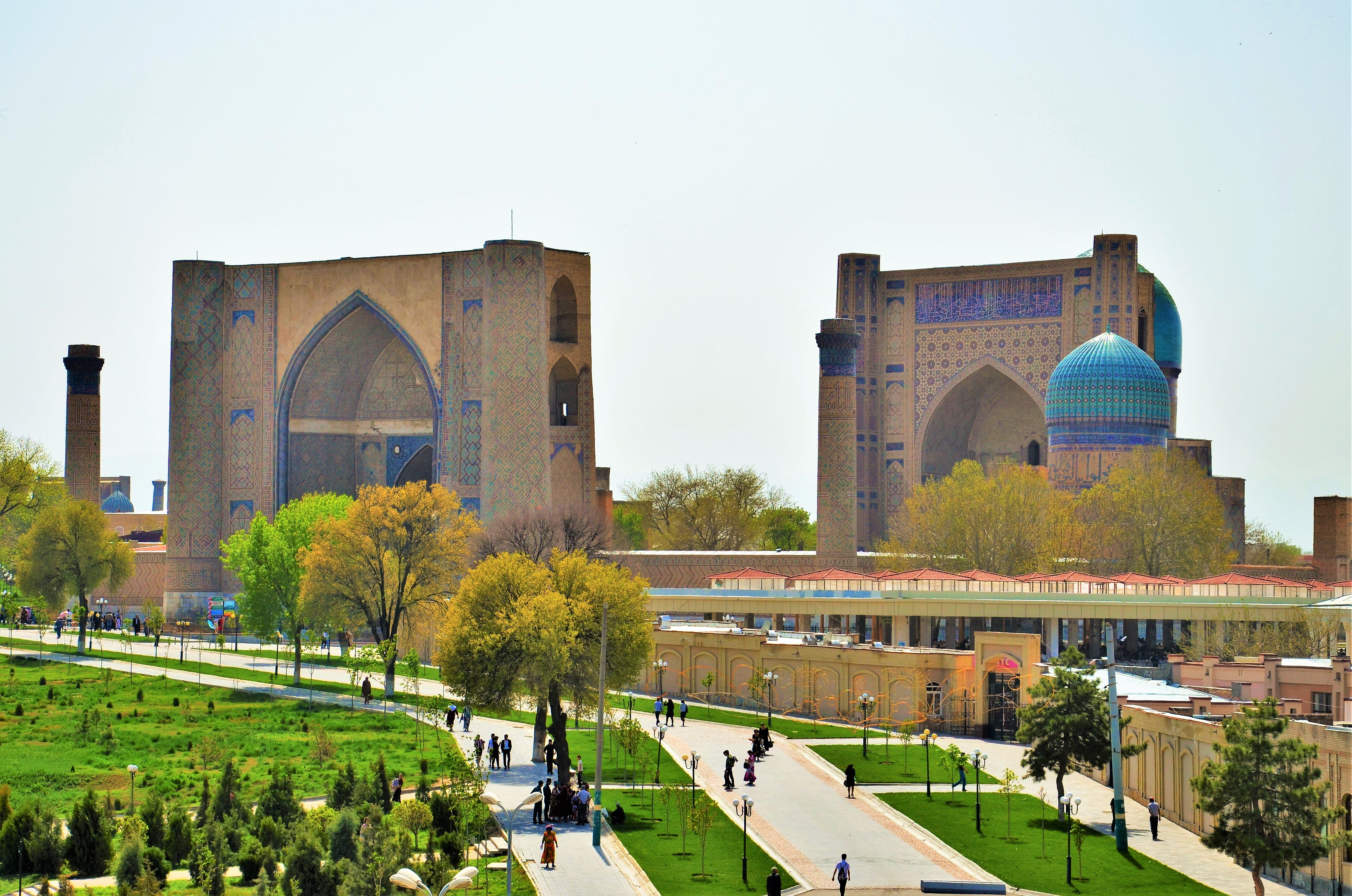
Vista del conjunto
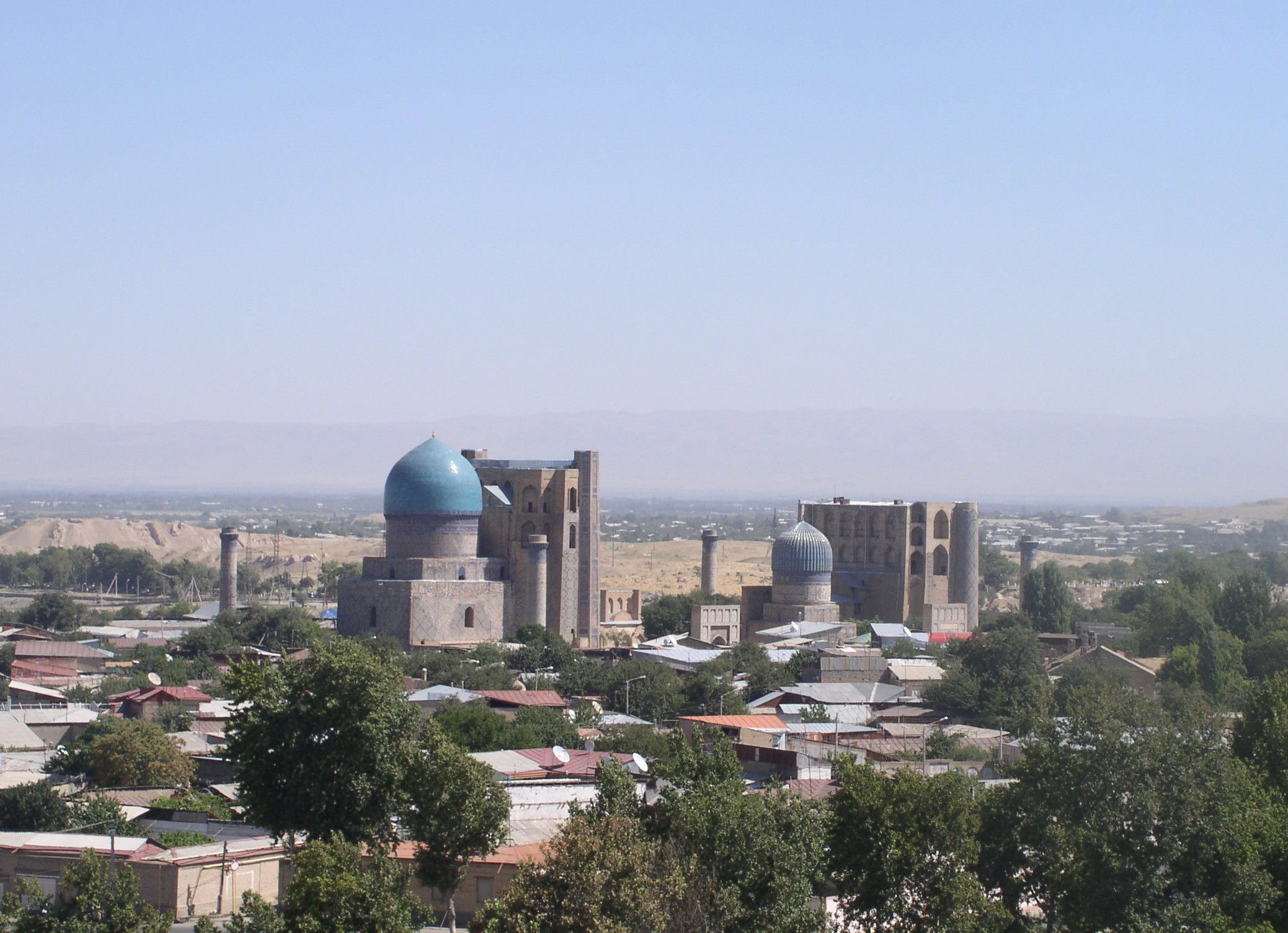
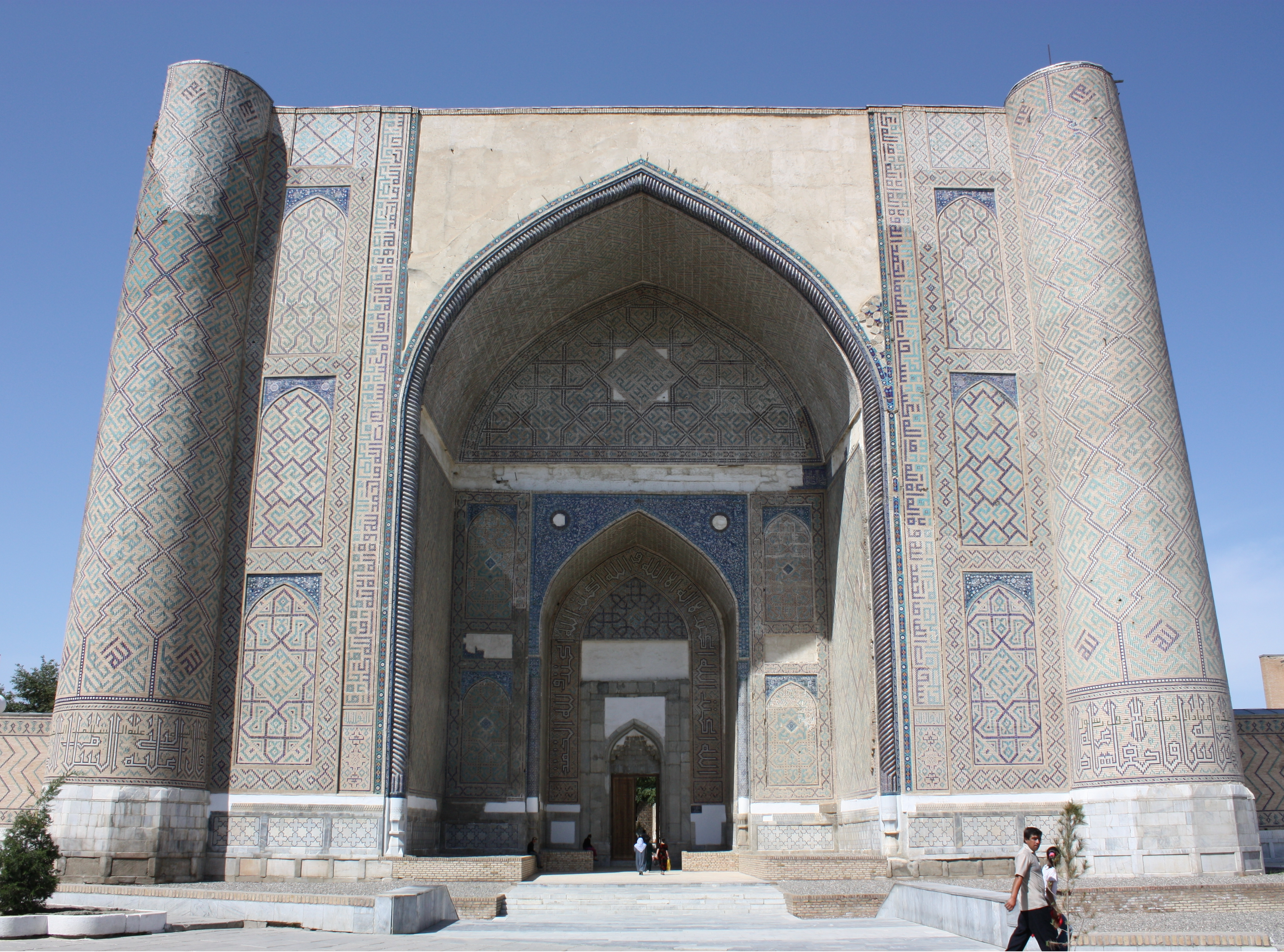
Pishtaq de entrada
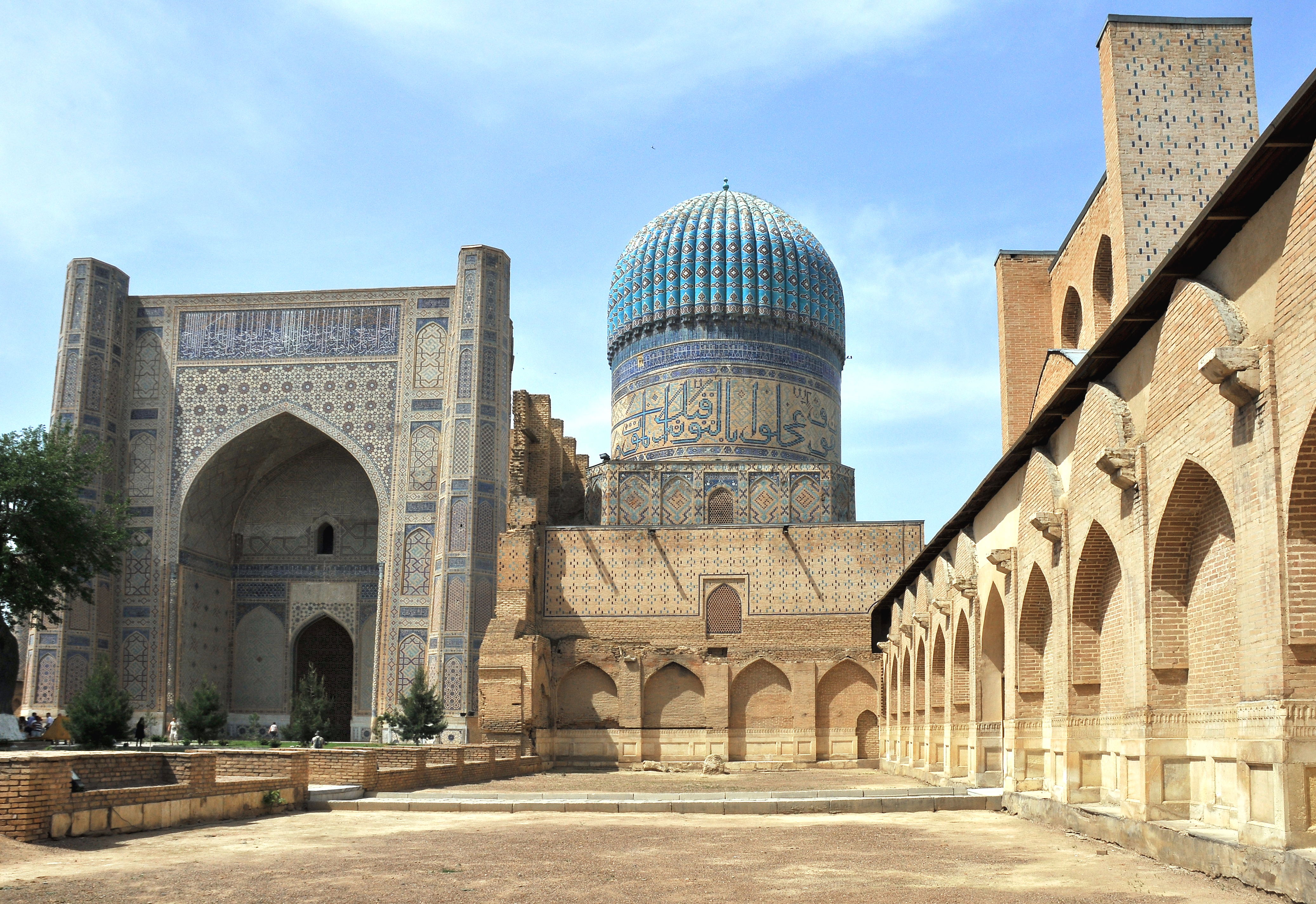
Otro de los iwanes
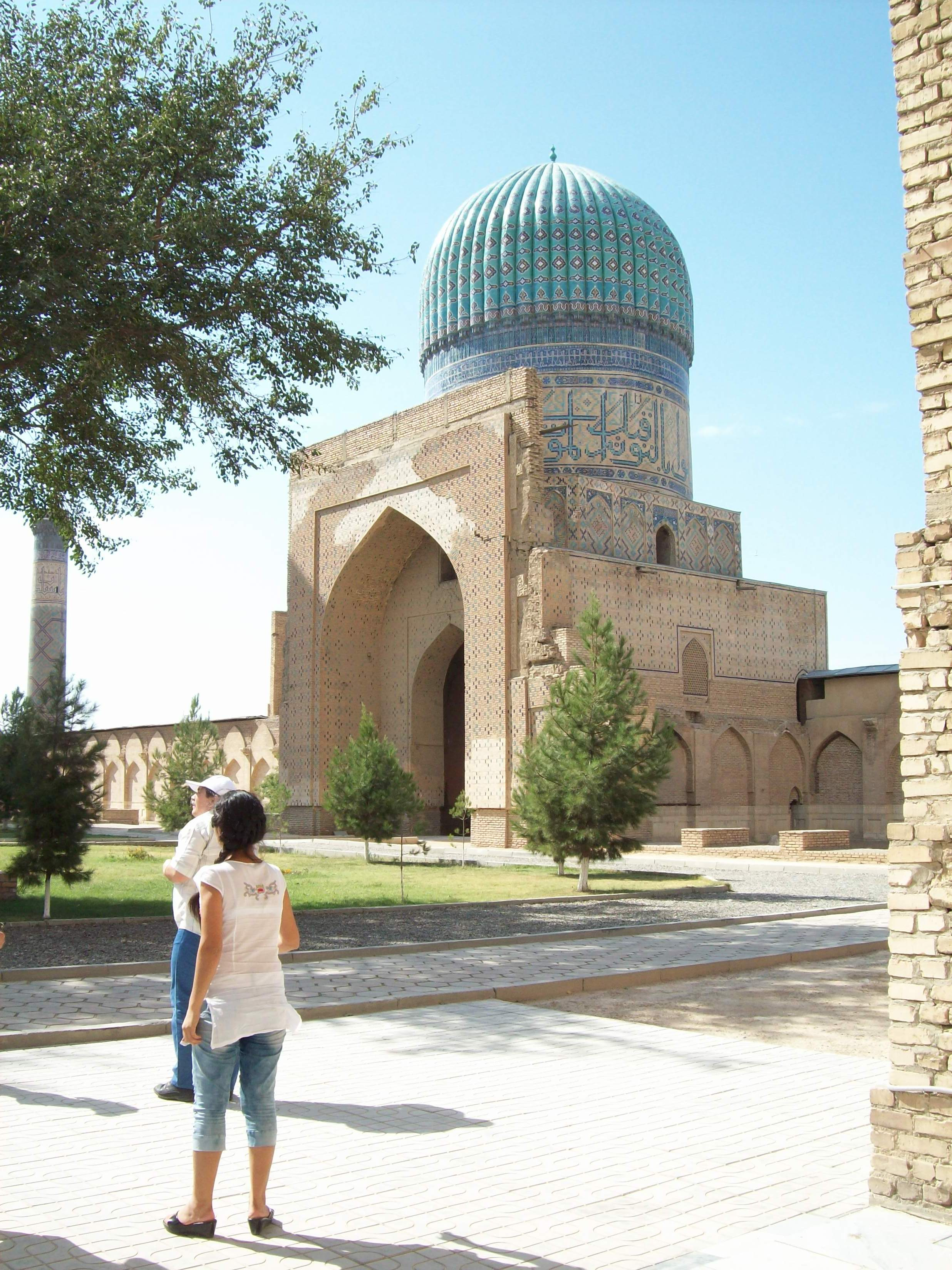
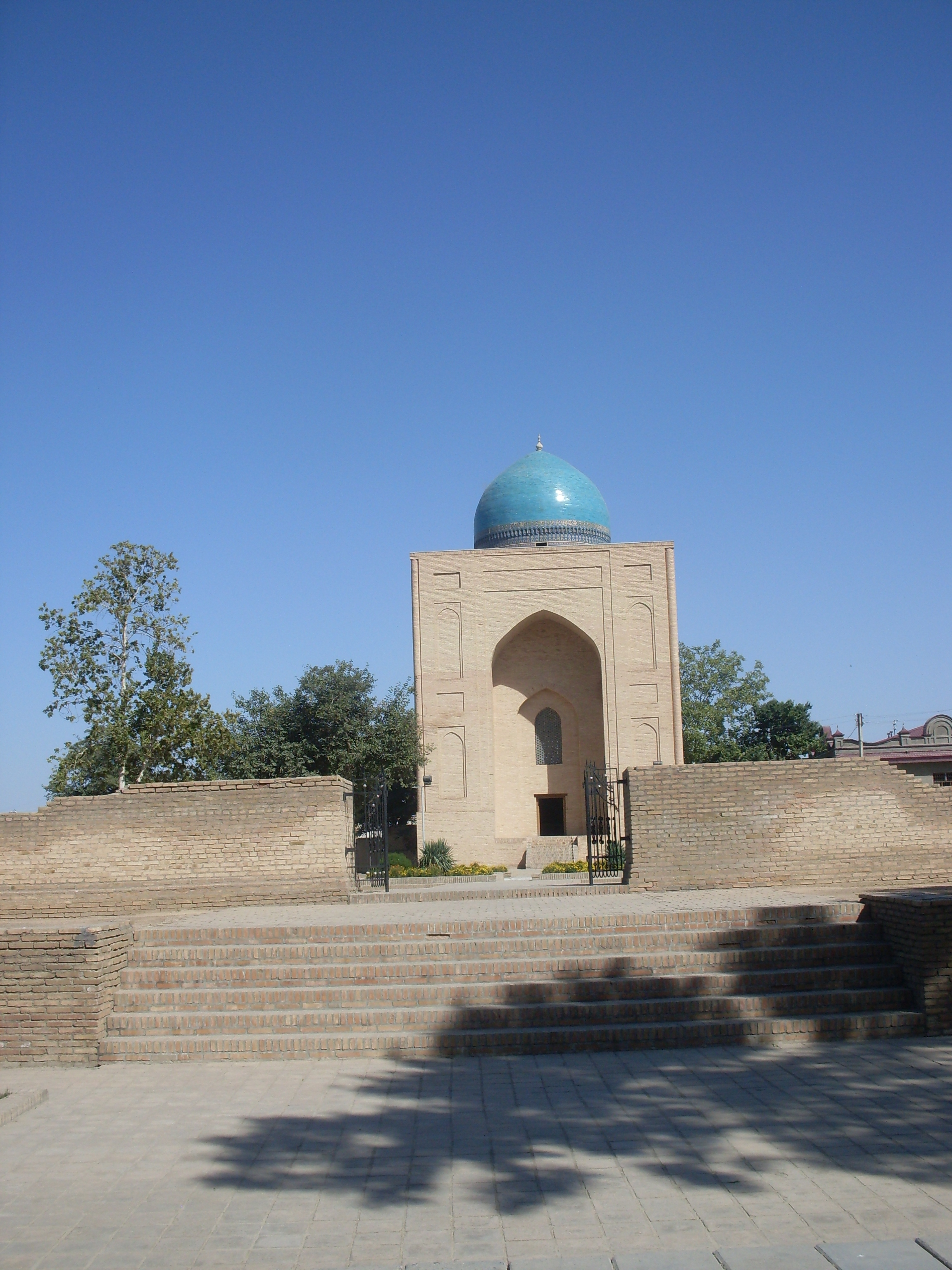
El mausoleo de Bibi-Khanym
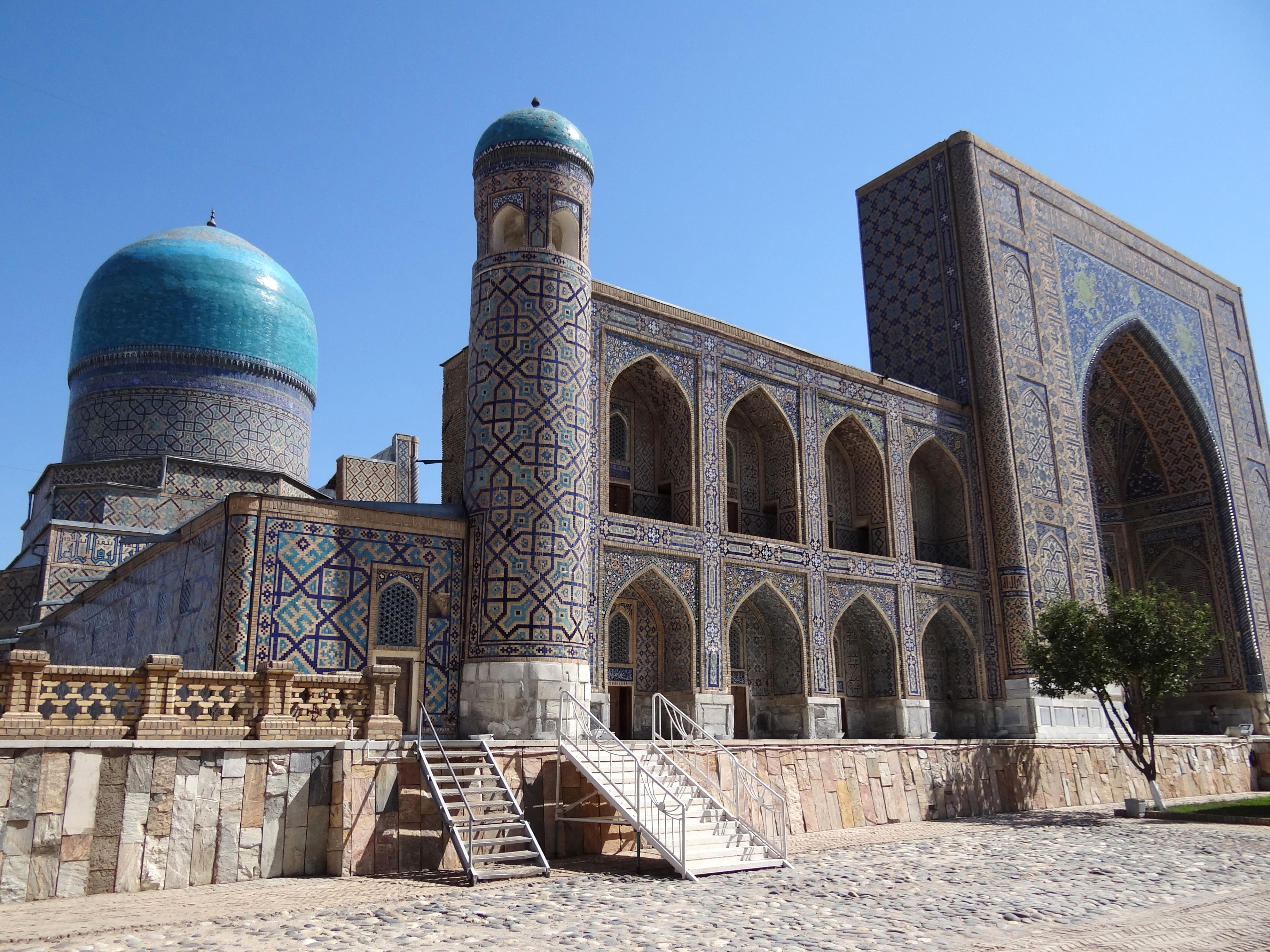
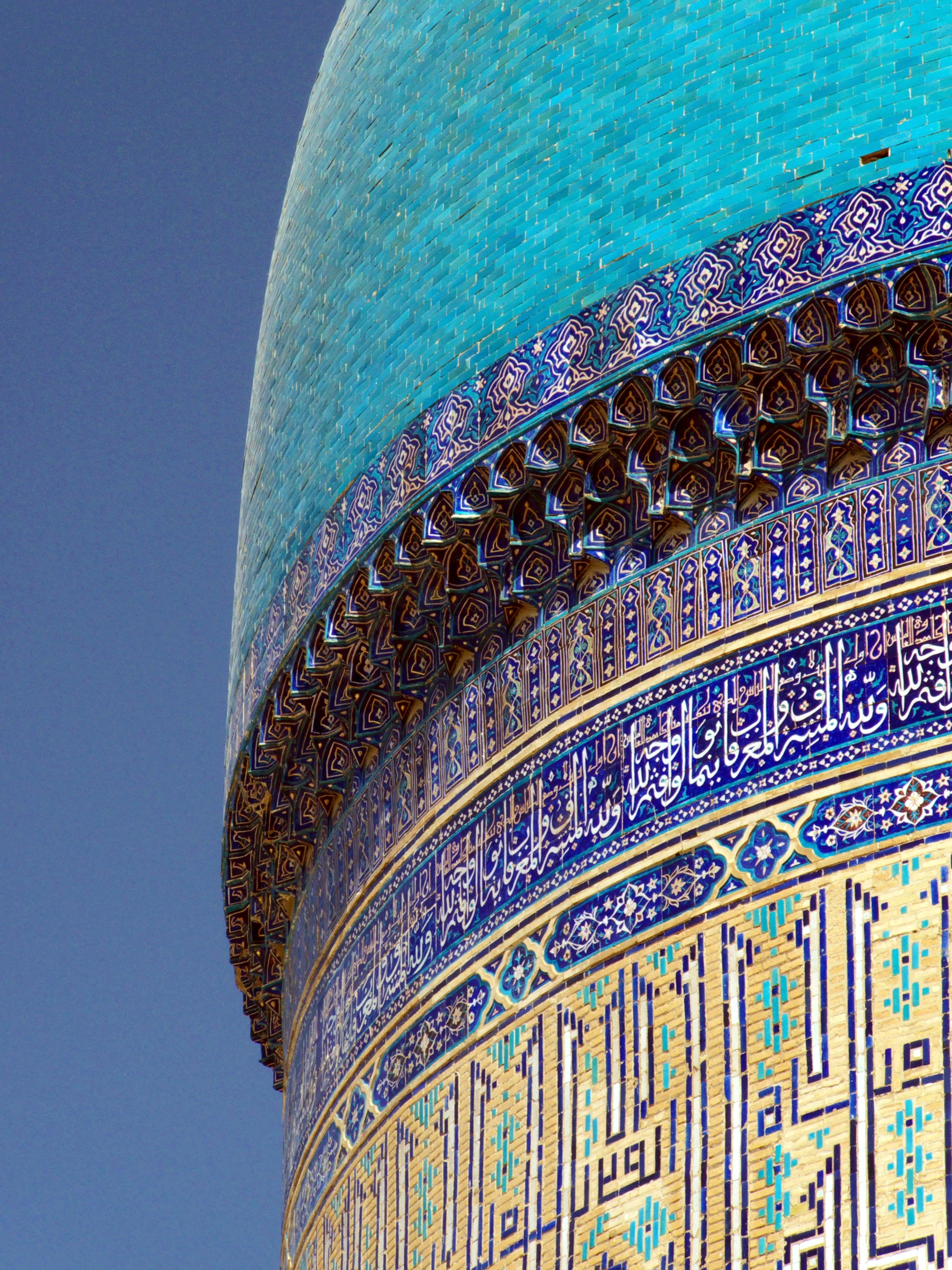